# Saramon
Saramon je naselje in občina v južnem francoskem departmaju Gers regije Jug-Pireneji. Leta 2010 je naselje imelo 856 prebivalcev.

## Geografija
Naselje leži v pokrajini Gaskonji ob reki Gimone, 24 km jugovzhodno od Aucha.

## Uprava
Saramon je sedež istoimenskega kantona, v katerega so poleg njegove vključene še občine Aurimont, Bédéchan, Boulaur, Castelnau-Barbarens, Faget-Abbatial, Lamaguère, Lartigue, Moncorneil-Grazan, Monferran-Plavès, Pouy-Loubrin, Saint-Martin-Gimois, Sémézies-Cachan, Tachoires, Tirent-Pontéjac in Traversères z 3.112 prebivalci.
Kanton Saramon je sestavni del okrožja Auch.